# Antoni Astell Mur
Antoni Astell Mur (Reus, 10 d'agost de 1894 - Barcelona, agost de 1957) va ser un empresari teatral català.
El seu pare, Florenci Astell, barceloní, s'havia casat amb la reusenca Francesca Mur Sabaté. Després d'estudiar batxillerat a Reus, Antoni Astell va marxar amb la seva família a Barcelona, on es va convertir en un dels animadors i potser en l'empresari més important en espectacles de varietats i music-hall. Va innovar el gènere de la «revista» portant a Barcelona els espectacles que es feien a París i a Londres, convertint la ciutat en un dels centres europeus més coneguts en aquest tipus d'activitat teatral. Va dirigir diversos teatres al Paral·lel, per exemple el Pompeia, on va presentar artistes vinculats amb el flamenc, com ara Conchita Martínez, que va fer després un llarg itinerari per Europa. Sense deixar de dirigir el Pompeia, va obrir cap a finals dels anys vint el "Holliwood Bar Dancing" i l'"Etoile Palace", on va presentar espectacles vinguts de França i d'Alemanya i grans actuacions americanes. El 1934 va dirigir l'Excelsior, al número 34 de la Rambla del Centre, un cabaret que va fer les delícies del segment social més adinerat de la societat barcelonina i que havia estat inaugurat el 1915. Després d'un temps de decadència, Antoni Astell el revitalitzà, i la seva experiència en el món nocturn el va situar entre els primers de les nits barcelonines. L'Excelsior va tancar amb la guerra civil. A l'Excelsior va portar la cantant Odette Florelle, que després va fer cinema, i va descobrir a la burgesia barcelonina Carmen Amaya, a la que va treure dels cafetins on cantava, per portar-la al remodelat local, a un escenari molt ben decorat que havia situat al primer pis del cabaret. El 1939 va dirigir el cabaret Club Trébol, una sala de festes «intima», i el Casablanca, local on va debutar a Barcelona Antonio Machín, el mateix 1939. Del 1940 al 1942 va ser empresari del Tívoli, on va estrenar espectacles internacionals de Trudi Bora i Curt Dorlay, i operetes amb Celia Gámez, Emilia Aliaga o Laura Pinillos. Al mateix temps es va fer càrrec del Principal Palacio, on van actuar Marcos Redondo i Pedro Terol. El 1943 va obrir la que potser va ser la sala de varietats més coneguda de la postguerra, el Salón Amaya, al Paral·lel, que ben aviat es va convertir en un referent a la zona del swing, però també de la rumba i els ritmes flamencs. A l'Amaya hi feia cap una clientela molt diversificada. Els dijous s'hi celebraven concursos de ball. A l'escenari hi varen ser habituals l'Orquestra Ribalta i el conjunt de Federico Masmitjà. Pel que fa a la rumba i la música gitana, que ja avançava cap a la fusió amb el jazz i altres ritmes, artistes flamencs com Mr. Raymond, Patufo o Sardineta hi actuaven regularment. L'Amaya va desaparèixer a finals dels anys quaranta, i al seu lloc s'hi van instal·lar els estudis cinematogràfics IFI, del cineasta vallenc Ignacio F. Iquino. Antoni Astell va morir el 1957 a Barcelona després d'una llarga malaltia. El seu amic Sebastià Gasch li va dedicar un sentit homenatge quan va morir.